# Hans Driesch
Pour les articles homonymes, voir Driesch.
Hans Driesch est un enseignant universitaire, un philosophe et un biologiste allemand, né le 28 octobre 1867 à Bad Kreuznach (Rhénanie-Palatinat) et mort le 16 avril 1941 à Leipzig (Saxe).

## Biographie
En 1891, Hans Driesch a montré, en dissociant deux blastomères d'oursin, que chacun des blastomères se développe d'une façon complète. Cette expérience contredisait la théorie de Wilhelm Roux (1850-1924) sur le développement en mosaïque : en dissociant deux blastomères de grenouille au moyen d'un clou brûlé, Roux avait montré que le développement de chaque blastomère était partiel. Driesch a ainsi défendu l'épigenèse contre le préformisme. Le résultat de l'expérience de Roux aurait tenu au mode thermique, et non mécanique, de séparation.
En utilisant la philosophie aristotélicienne Driesch a proposé que l'autonomie de la vie était introduite par l'intermédiaire de l'entéléchie, mais cette idée provoqua de violentes oppositions. Il défendait un concept en trois parties : la doctrine de l'ordre largement inspirée du vitalisme. Cette conception a été notamment critiquée par Rudolf Carnap, comme n'étant pas scientifique.
Il était membre de la Société théosophique.
Il participe en 1928 au premier cours universitaire de Davos, avec de nombreux autres intellectuels français et allemands. Lors de la cérémonie d'ouverture, il représente l'Allemagne par un discours.

## Liste partielle des publications
- Der Mensch und die Welt, L’homme et le monde, 1930
- Wirklichkeitslehre, ein metapsysischer Versuch, 1917
- Philosophie des Organischen, 1909
- Geschichte des Vitalismus, 1905
- Leib und Seele, 1916
- Das Problem der Freiheit, 1917
- Grundproblem der psychologie, 1926